# Mysterious Woman
"Mysterious Woman" ("Mulher misteriosa") foi a canção irlandesa no Festival Eurovisão da Canção 1997 que teve lugar no sábado, 3 de maio desse ano.
A referida canção foi interpretada em inglês por Marc Roberts. Foi a quinta canção a ser interpretada na noite do evento (a seguir à canção austríaca "One Step" e antes da canção eslovena "Zbudi se", interpretada por  Tanja Ribič). Terminou a competição em 2.º lugar, tendo recebido 157 pontos. No ano seguinte, em 1998, a irlanda foi representada por  Dawn Martin que cantou "Is Always Over Now?".

## Autores
- Letrista: John Farry
- Compositor: John Farry
- Orquestrador: Nenhum

## Letra
A canção é um número moderadamente up-tempo , com Roberts cantando sobre uma mulher que ele viu num aeroporto ( com um bilhete " na mão "). Ele canta que ele foi imediatamente atraído por ela , apesar de não ter conhecimento sobre onde ela estava , nem para onde estava indo. No decurso da sua reflexão, ele se pergunta se ela estava , talvez, a partir de Paris, Itália ou mesmo no Golfo Pérsico.  Quando a música termina, porém, ela foi chamada para embarcar no seu avião e ele ainda fica perguntando sobre ela.Compreensivelmente , as cordas desta canção  não foram executadas ao vivo. 1997 foi o primeiro ano na história do Festival Eurovisão da Canção em que faixas de apoio com instrumentos que não se encontram no palco , foram autorizados a ser utilizados.